# Marie Sirois (diplômée)
Ne doit pas être confondu avec Marie Sirois l'athlète
Marie Sirois (née le 12 mars 1878 et décédée le 2 février 1934) fut la première femme diplômée de l'Université Laval.

## Biographie
Marie Sirois nait à Québec le 12 mars 1878 du mariage d'Athala Blais et de Louis-Philippe Sirois (1851-1927), professeur à la Faculté de droit de l'Université Laval.  Le 25 octobre 1908, elle épouse Henri Boivin (1876-1962), avocat, avec lequel elle eut six enfants. Elle meurt du cancer à l’âge de 56 ans le 2 février 1934.
Marie Sirois reçoit, le 22 juin 1904, un certificat d’études littéraires de l'Université Laval, ce qui en fait la première femme diplômée de l’histoire de cette institution et d'une université canadienne-française,. À la demande de l'Université Laval, Marie Sirois n'est pas présente à la cérémonie de collation des grades,.
La maison Marie-Sirois sur le campus de l'Université Laval a été nommée en son honneur.